# Mark Jones (Fußballspieler, 1933)

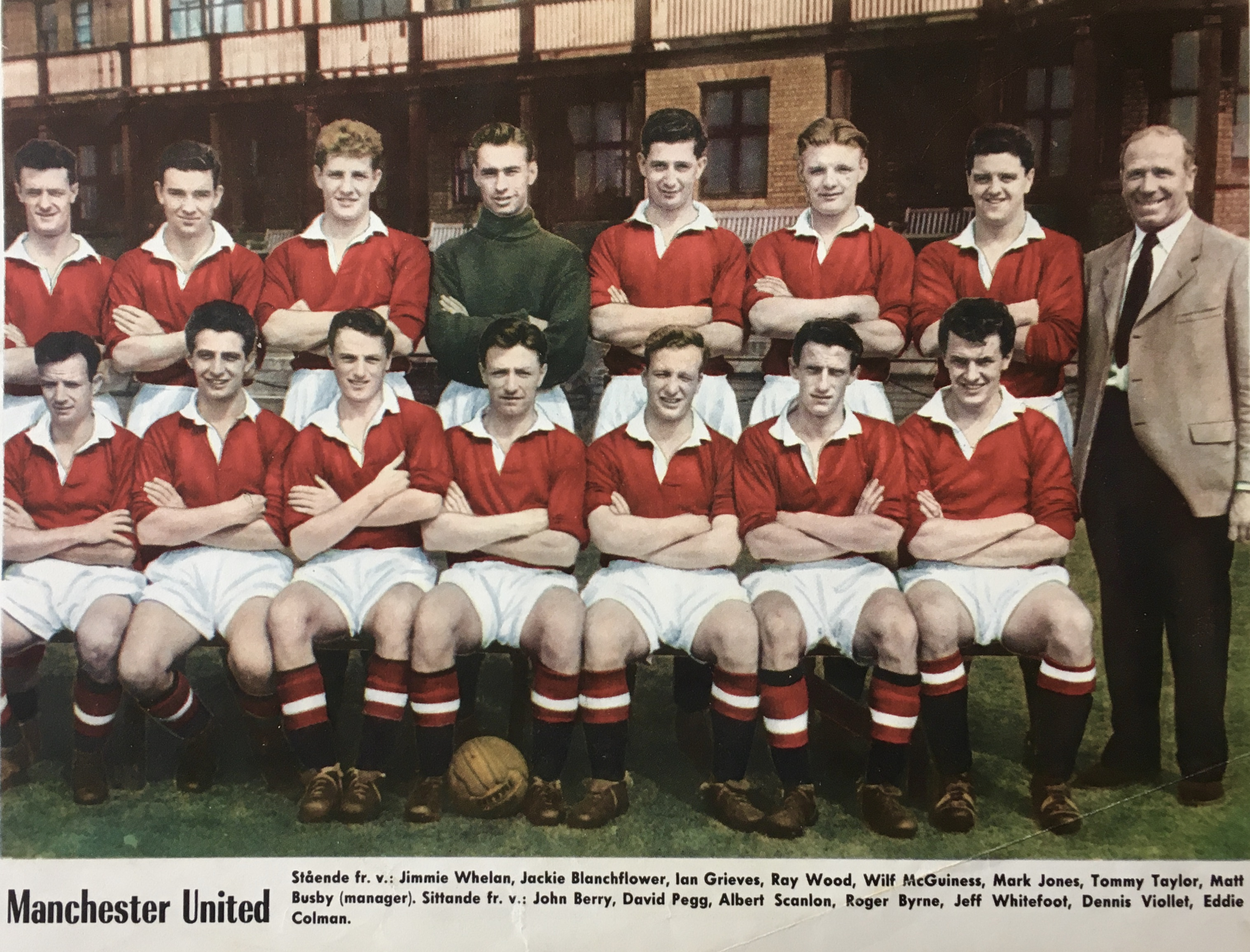
Manchester United F.C. aus dem Jahre 1957 – Bild zeigt 2. Reihe stehend v. l.: Jimmie Whelan, Jackie Blanchflower, Ian Greaves, Ray Wood, Wilf McGuinness, Mark Jones, Tommy Taylor, Matt Busby (Manager);1. Reihe hockend v. l.: Johnny Berry, David Pegg, Albert Scanlon, Roger Byrne (Kapitän), Jeff Whitefoot, Dennis Viollet und Eddie Colman.

Mark Jones (* 15. Juni 1933 bei Barnsley; † 6. Februar 1958 in München) war ein englischer Fußballspieler. Er war einer der acht Spieler von Manchester United, die beim Absturz des British-European-Airways-Flugs 609 getötet wurden.
Jones spielte ab 1949 für Manchester United; in den Spielzeiten 1949/50 bis 1953/54 zumeist für die Reservemannschaft, ab der Saison 1954/55 dann für die Erste Mannschaft. Er gewann mit der Ersten Mannschaft in den Spielzeiten 1955/56 und 1956/57 die englische Meisterschaft.
1957 verpasste er das FA-Cup-Finale wegen einer Verletzung, während er auf eine Nominierung in die Nationalelf wartete. Ein Großteil der Fußballexperten meint, diese wäre auch erfolgt, wenn der Verteidiger nicht bei dem Flugzeugunglück bei München sein Leben gelassen hätte. Insgesamt bestritt Jones 103 Ligaspiele für die Erste Mannschaft von Manchester United und konnte dabei ein Tor erzielen.
Der Fußballspieler wurde in der Nähe von Barnsley Wombwell, seinem Geburtsort, begraben.